# Aloys Thomas Raimund von Harrach

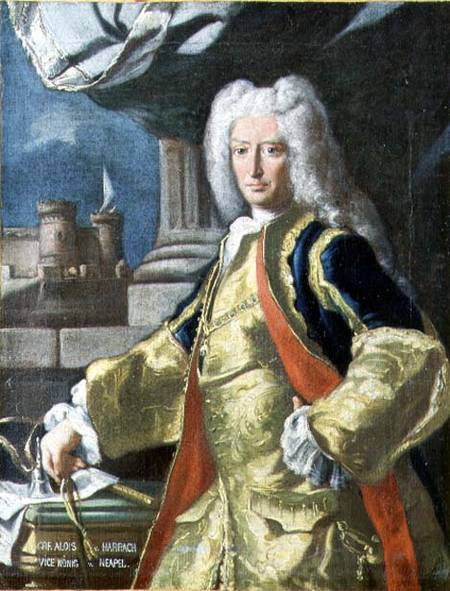
Aloys Thomas Raimund von Harrach

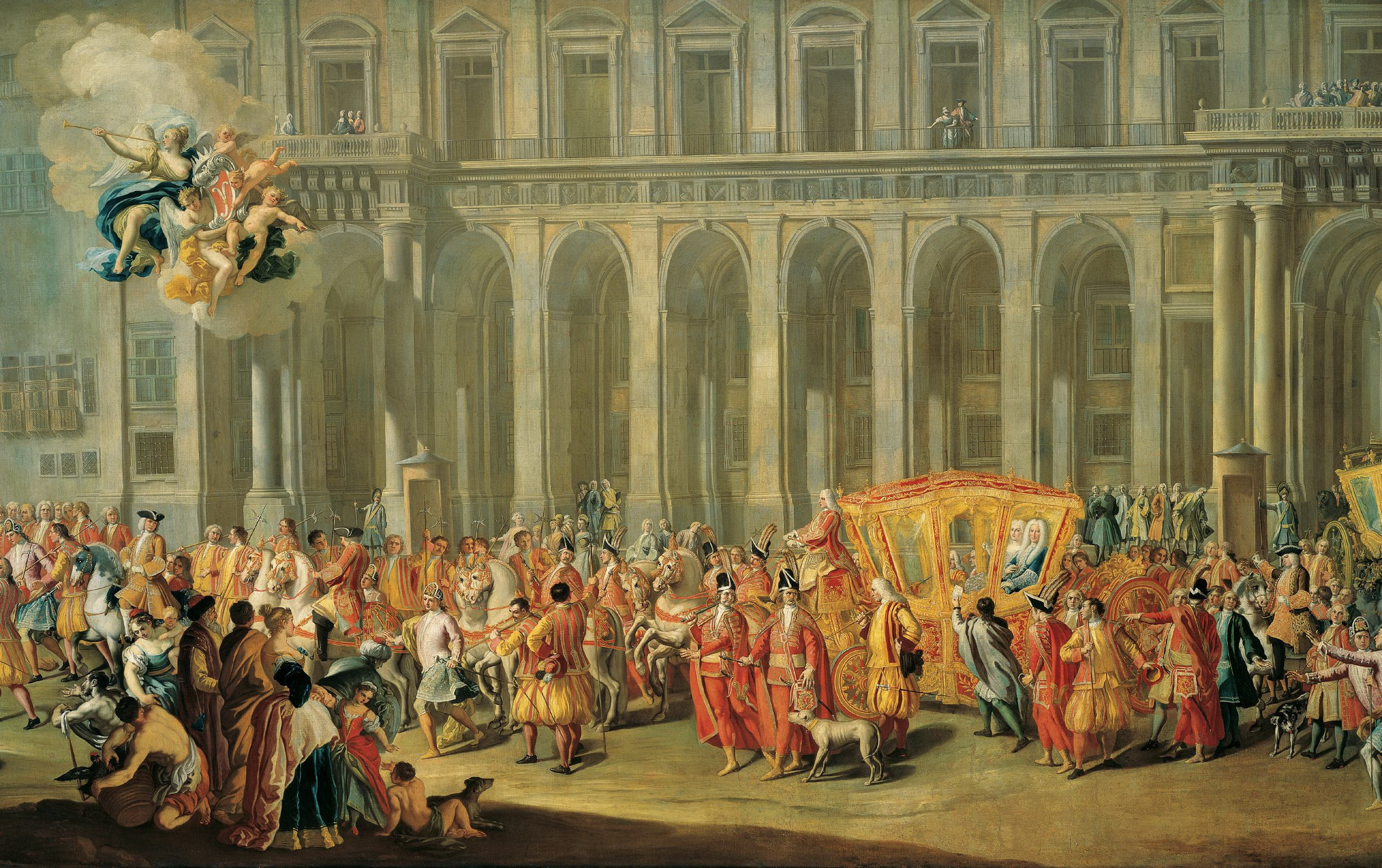
Ausfahrt des Vizekönigs Aloys Thomas Graf Harrach aus dem Palazzo Reale in Neapel, Gemälde von Nicola Maria Rossi, um 1730

Aloys Thomas Raimund Graf Harrach (* 7. März 1669 in Wien; † 7. November 1742 ebenda) war ein österreichischer Staatsmann, Diplomat, Ritter des Ordens vom Goldenen Vlies und Industrieller.

## Leben
Aloys von Harrach entstammte dem Adelsgeschlecht Harrach, sein Vater war der Obersthofmeister Ferdinand Bonaventura I. Graf von Harrach (* 14. Juli 1637 in Karlsbad; † 15. Juni 1706 ebenda). Sein älterer Bruder war Franz Anton von Harrach (1665–1727), Fürsterzbischof von Salzburg. Aloys wurde 1694 kaiserlicher Gesandter in Dresden, diente von 1697 bis 1700 in gleicher Funktion in Madrid, und befand sich 1711 wiederum am Hofe Augusts des Starken in Dresden, hernach auf diplomatischen Missionen in Berlin und Hannover.
1712 veranlasste er die Neugründung einer wegen Holzmangel aufgelassenen Glashütte im „neuen Wald“, dem späteren Neuwelt-Harrachsdorf (Bezirk Starkenbach, dem heutigen Harrachov) mit einer Konzession an den Glasmeister Elias Müller, zunächst mit Herstellung von Tafel-, Kreiden- und Farbglas, die 1750 durch den Export von Kristallglas, platiertem Glas, Flint- und Komposittionsglas ein Exporterfolg wurde.
Von 1715 bis 1742 wirkte Aloys von Harrach als Landmarschall in Niederösterreich, 1728 bis 1733 als Vizekönig in Königreich Neapel, wo er viele Kunstwerke erwarb und sich von Francesco Solimena porträtieren ließ. Das Porträt und die erworbenen Bilder hängen heute in der Galerie von Schloss Rohrau. Von 1734 bis zu seinem Tod war Graf Harrach Mitglied der Geheimen Staatskonferenz in Wien.
Als bedeutender Bauherr verpflichtete er mehrmals den Architekten Johann Lucas von Hildebrandt, für Schloss Prugg in Bruck an der Leitha und für das Palais Harrach in der Ungargasse in Wien.

## Familie
Er war seit dem 22. April 1691 mit Marie Barbara von Sternberg († 1694/95) verheiratet. Sie hatten fünf Kinder:
- Johann Philipp Wenzel, (* 28. Dezember 1691; † 9. Dezember 1693)
- Ferdinand Wenzel, (1692–1692)
- Maria Philippine Josepha, (* 9. Januar 1693 in Wien; † 2. April 1763 in Prag) ⚭ Graf Johann Franz von Thun und Hohenstein (* 16. Juni 1686; † 30. Juni 1720)
- Ferdinand Leopold, (* 21. Dezember 1693; † 5. Dezember 1694)
- Wenzel Friedrich, (1694–1694)

Alois Thomas Raimund heiratete in zweiter Ehe Anna Cäcilia von Thannhausen (* 14. März 1674; † 15. Februar 1721). Sie hatten zehn Kinder:
- Friedrich August (1696–1749)
- Maria Anna, (* 21. Oktober 1698; † 14. September 1758)

⚭ Ludwig von Rabatta;
⚭ Zikmund Gustav Hrzán z Harasova († 21. Dezember 1763)
- Karl Joseph Gervasius, (* 19. Juni 1700; † 20. Juni 1714 in Passau)
- Maria Aloysia, (* 13. Januar 1702; † 16. Mai 1775) ⚭ 13. Februar 1721 Fürst Franz Anton von Lamberg (* 30. September 1678; † 23. August 1759)
- Franz Anton, (* 13. Dezember 1702; † 27. Juli 1707)
- Wenzel Leopold Joseph Stanislaus, (* 13. November 1703; † 29. Juni 1734 in der Schlacht bei Parma)
- Johann Ernst Emanuel Joseph, Bischof von Neutra (* 9. April 1705; † 17. Dezember 1739 in Rom)
- Leopold Joseph Jakob, (* 27. April 1706; † 13. Mai 1706)
- Franz Joseph Johann Anton, (* 8. März 1707; † 27. Juli 1707)
- Ferdinand Bonaventura (* 11. April 1708; † 28. Januar 1778)

⚭ Marie Elisabeth von Gallas (1718–1737), Tochter des Vizekönigs in Neapel, Graf Johann Wenzel von Gallas
⚭ 9. Oktober 1740 Gräfin Maria Rosa von Harrach (* 20. August 1721; † 19. August 1785) (Tochter von Friedrich August)
In dritter Ehe heiratete er 1721 Ernestine Gräfin von Dietrichstein (* 13. Juli 1683; † 30. Januar 1744) Witwe von Johann Wenzel von Gallas. Die Ehe blieb kinderlos.